# Twilight (álbum)
Twilight ("Crepúsculo", en español) es el tercer álbum de estudio de la banda alemana de Synth-pop Blue System. Es editado en 1989 bajo el sello BMG Ariola y producido por Dieter Bohlen. El álbum contiene 10 canciones, dos de las cuales se publicaron como sencillo.
El álbum obtuvo disco de oro por sus ventas en Alemania en 1990.

## Lista de canciones
| #   | Título                                                | Tiempo |
| --- | ----------------------------------------------------- | ------ |
| 1.  | "Magic Symphony" (Dieter Bohlen)                      | 3:34   |
| 2.  | "Love Me On The Rocks" (Dieter Bohlen)                | 3:27   |
| 3.  | "Save Me" (Dieter Bohlen)                             | 3:45   |
| 4.  | "Nobody Makes Me Crazy (Like You Do)" (Dieter Bohlen) | 3:27   |
| 5.  | "Madonna Blue" (Dieter Bohlen)                        | 3:40   |
| 6.  | "Call Me Dr. Love (A New Dimension)" (Dieter Bohlen)  | 3:20   |
| 7.  | "Little Jeannie" (Dieter Bohlen)                      | 3:28   |
| 8.  | "Carry Me Oh Carrie" (Dieter Bohlen)                  | 3:45   |
| 9.  | "Big Yellow Taxi" (Dieter Bohlen)                     | 3:20   |
| 10. | "Everything I Own" (Dieter Bohlen)                    | 3:10   |

Todas las canciones escritas y compuestas por Dieter Bohlen. 
| N.º | Título                                | Duración |  |
| 1.  | «Magic Symphony»                      | 3:34     |  |
| 2.  | «Love Me On The Rocks»                | 3:27     |  |
| 3.  | «Save Me»                             | 3:45     |  |
| 4.  | «Nobody Makes Me Crazy (Like You Do)» | 3:27     |  |
| 5.  | «Madonna Blue»                        | 3:40     |  |
| 6.  | «Call Me Dr. Love (A New Dimension)»  | 3:20     |  |
| 7.  | «Little Jeannie»                      | 3:28     |  |
| 8.  | «Carry Me Oh Carrie»                  | 3:15     |  |
| 9.  | «Big Yellow Taxi»                     | 3:20     |  |
| 10. | «Everything I Own»                    | 3:10     |  |

## Posicionamiento
| Listas (1989)         | Máxima Posición |
| --------------------- | --------------- |
| Alemania albums chart | 11              |
| Austria albums chart  | 30              |
| Suiza albums chart    | 26              |

## Créditos
- Composición - Dieter Bohlen
- Productor, arreglos - Dieter Bohlen
- Coproductor - Luis Rodríguez
- Fotografía - Martin Becker
- Diseño - Ariola-Studios / Martina K.
- Publicación - Hanseatic
- Distribución - BMG